# Informationskompetenz
Unter Informationskompetenz (englisch information literacy) versteht man die Fähigkeit mit beliebigen Informationen selbstbestimmt, souverän, verantwortlich und zielgerichtet umzugehen. Für den Einzelnen gelten daher der ethische und verantwortungsbewusste sowie der ökonomische, effiziente und effektive Umgang mit Information(en) als grundlegende Prinzipien.
Der Begriff Informationskompetenz stammt ursprünglich aus dem Bibliothekswesen und bezieht sich dort vorwiegend auf Informationsbeschaffungsansätze in der wissenschaftlichen Arbeit. Ein erweitertes Begriffsverständnis, das sich auf den Umgang mit Informationen aller Art – also auch Informationen aus dem Internet – bezieht, ist vergleichsweise neu. Informationskompetenz stellt in der modernen stark dynamischen Informationsgesellschaft eine Schlüsselqualifikation zur Bewältigung von Problemen dar. Sie gehört zum Bereich der Soft Skills und umfasst im Allgemeinen eine Reihe von Fähigkeiten, die dem Einzelnen den kompetenten, effizienten – unter Berücksichtigung von Rahmenbedingungen, wie Zeit, Programmen – und verantwortungsbewussten Umgang mit Informationen ermöglicht. Diese Fähigkeiten beziehen sich auf alle Aspekte des problembezogenen Erkennens eines Bedarfs an Informationen, ihrer Lokalisation, ihrer Organisation, ihrer zielgerichteten Selektion durch Analyse und Evaluation und ihrer zweckoptimierten Gestaltung und Präsentation.

## Entwicklung
Der Begriff Informationskompetenz tauchte in den 1970er Jahren im britischen und US-amerikanischen Bibliothekswesen vor dem Hintergrund einer ständig wachsenden Informationsmenge auf. Er wurde hauptsächlich in Bezug auf das bibliothekarische Informationsangebot (Kataloge, Datenbanken, E-Journals, E-Books) verwendet, wobei zunehmend auch die effiziente Weiternutzung der Informationen als eine Form des individuellen Wissensmanagements thematisiert wurde.
Durch Berichte aus den USA und Großbritannien beeinflusst, begann in Deutschland ebenfalls in den durch Bildungsreformen und steigende Studentenzahlen geprägten 1970er Jahren eine vergleichsweise zögerliche Entwicklung im Bibliothekswesen. Diese äußerte sich durch eine verstärkte Benutzerorientierung der Bibliotheken, die ihren Kunden durch strukturierte Schulungen Kenntnisse über Nutzungs- und Zugangsbedingungen, Rechercheinstrumente und Kataloge vermittelten. Die Relevanz dieser Entwicklung zur aktiven Informationsbewältigung wurde aber auch in anderen Bereichen erkannt. So bezeichnete Dieter Mertens die Befähigung zur Gewinnung und Verarbeitung von Informationen 1974 im Rahmen der Arbeitsmarkt- und Berufsforschung als Schlüsselqualifikation.
In den folgenden Jahren forderten mehrere Studien den Ausbau und die Weiterentwicklung der Benutzerschulung. Jedoch wurden nur wenige der Forderungen und Ergebnisse dieser Forschungsprojekte realisiert, da sich die Bibliotheken in den achtziger Jahren mit der ressourcenzehrenden Umstellung der Bewältigung ihrer Aufgaben mittels EDV und fehlendem Personal konfrontiert sahen.
Erst in den 1990er Jahren kam es durch die technische Entwicklung im Bereich des Internets und der Vernetzung von Arbeitsplätzen wieder zu zahlreichen Initiativen auf dem Gebiet der Informationskompetenz. Jüngste Untersuchungen und Veröffentlichungen beziehen sich dabei nicht nur auf Bibliotheken, sondern bringen den Begriff auch in anderen Lebensbereichen zur Diskussion. Nachdem im US-amerikanischen Bibliothekswesen bereits Standards für informationskompetente Studenten entwickelt wurden, beschäftigte sich eine vom Bundesministerium für Bildung und Forschung (BMBF) in Auftrag gegebene Studie mit der Informationskompetenz an deutschen Hochschulen. Die im Jahr 2001 veröffentlichte Studie Studieren mit elektronischer Fachinformation (SteFi) fordert die verstärkte Einbindung der Vermittlung von Informationskompetenz in die Hochschullehre. Der Wissenschaftsrat kommt in einer im selben Zeitraum erschienenen Veröffentlichung zu ähnlichen Ergebnissen und empfiehlt neben einer besseren Versorgung von Forschung und Lehre mit digitalen Informationen eine stärkere Kooperation der Informations- und Kompetenzzentren der Hochschulen. Auch im Rahmen der viel diskutierten PISA-Studie definiert die OECD Kompetenzen im Bereich der Nutzung und Organisation von Wissen und Informationen als Schlüssel für ein erfolgreiches Leben.
Im Januar 2006 wurden erstmals in Deutschland eigene „Standards der Informationskompetenz für Studierende“ von einer Arbeitsgruppe Baden-Württembergischer Wissenschaftlicher Bibliotheken verabschiedet. Diese Standards bilden die Grundlage für die Weiterentwicklung der bibliothekarischen Schulungsaktivitäten und eine Verankerung in die Fachcurricula einzelner Fächer. In den USA existieren z. T. bereits fachspezifische Standards, so etwa Information Competencies for Chemistry Undergraduates der Special Libraries Association Chemistry Division.
Die UNESCO widmet der Informationskompetenz eine eigene, umfassende Initiative. Die gesellschaftliche Bedeutung von Informationskompetenz als Schlüsselqualifikation des 21. Jahrhunderts wurde auch durch die Proklamation des Monats Oktober 2009 zum Information Literacy Awareness Month durch US-Präsident Barack Obama unterstrichen.
Mit der immer wichtiger werdenden partizipativen Möglichkeiten des Web 2.0 entstanden begriffliche Ansätze von Informationskompetenz, die breiter gefasst sind als das klassische bibliothekswissenschaftliche Pendant. Sie betonen nebst der Rezeption von Informationen vor allem auch Aspekte des Publizierens, des Kommunizierens mit Netzwerken und der Öffentlichkeit sowie des Zusammenarbeitens.

## Definitionen und Standards
Es gibt verschiedene Ansätze, Informationskompetenz zu definieren und Standards abzuleiten.

### Bibliothekswissenschaftlicher Ansatz
Im deutschsprachigen Raum wird oft die Definition des deutschen Bibliothekverbands e. V. verwendet:

„Fähigkeit, die es ermöglicht, bezogen auf ein bestimmtes Problem Informationsbedarf zu erkennen, Informationen zu ermitteln und zu beschaffen sowie Informationen zu bewerten und effektiv zu nutzen.“

Daraus leitete der deutsche Bibliotheksverband e. V. folgende Standards ab, die informationskompetente Studierende erfüllen sollten:
Die informationskompetenten Studierenden
1. erkennen und formulieren ihren Informationsbedarf und bestimmen Art und Umfang der benötigten Informationen.
2. verschaffen sich effizient Zugang zu den benötigten Informationen.
3. bewerten die gefundenen Informationen und Quellen und wählen sie für ihren Bedarf aus.
4. verarbeiten die gewonnenen Erkenntnisse effektiv und vermitteln sie angepasst an die jeweilige Zielgruppe und mit geeigneten technischen Mitteln.
5. sind sich ihrer Verantwortung bei der Informationsnutzung und -weitergabe bewusst.

### Ansatz des Einbezugs des Web 2.0
Mittlerweile gibt es Ansätze, den Informationskompetenzbegriff unter Berücksichtigung der partizipativen Möglichkeiten des Web 2.0 neu zu definieren.

„Fähigkeit, die es ermöglicht, Informationen effizient und in geeigneten Medientypen zu ermitteln, selektieren und beschaffen; zu verarbeiten, umzuwandeln und zu erzeugen; sowie über geeignete Kanäle zu kommunizieren.“

Basierend auf den Standards vom deutschen Bibliotheksverband e. V. und auf der adaptierten Definition leitete Stöcklin folgende Standards ab:
Die informationskompetenten Studierenden
1. erkennen ihren stetigen, wie auch situativen Informationsbedarf und bestimmen Art und Umfang der benötigten Informationen.
2. verschaffen sich effizient Zugang zu Informationen, beurteilen diese und wählen geeignete Informationen für ihren Bedarf aus.
3. erkennen ihren stetigen und situativen Übermittlungsbedarf sowie geeignete Kanäle und bestimmen Art und Umfang der zu übermittelnden Informationen.
4. verwenden die Informationen praktisch oder bereiten sie effizient und effektiv in geeigneter Art und geeignetem Umfang auf und übermitteln sie.
5. sind sich bei der Informationsnutzung und -weitergabe der Verantwortung gegenüber anderen und sich selbst bewusst.

## Benachbarte Kompetenzen
Da es sich bei Informationskompetenz mehr um ein intellektuelles Werkzeug als um ein fassbares Objekt oder eine messbare Größe handelt, ist eine klare und eindeutige Abgrenzung gegen andere Kompetenzen schwierig. Häufig werden sie verwechselt, miteinander gleichgesetzt oder als Teilkompetenz impliziert.
Der kompetente Umgang mit Informationen umfasst Aspekte des Inhalts, des Mediums und der Technik. Dabei fokussiert Informationskompetenz vor allem auf die Inhalte, Medienkompetenz auf das Medium und ICT-Kompetenz auf die Technik.
Folgende weitere Kompetenzen werden häufig in Verbindung mit Informationskompetenz genannt:
- Bibliothekskompetenz (Library Literacy): Fähigkeit, eine Bibliothek und ihre Angebote selbstständig nutzen zu können.
- Datenkompetenz (Data Literacy): Fähigkeit, sachgerecht mit Daten umzugehen und Zusammenstellungen von Daten zu interpretieren.
- Digitalkompetenz (Digital Literacy): Fähigkeit, über Computer dargestellte Informationen unterschiedlicher Formate verstehen und anwenden zu können.
- Internetkompetenz (Internet Literacy): Fähigkeit, das Internet nutzen zu können und seine grundlegenden Konzepte und Funktionsweisen zu kennen.
- Kommunikationskompetenz: Fähigkeit, situations- und aussagenadäquate Kommunikationen auszugeben und zu empfangen.
- Lesekompetenz (Reading Literacy): Fähigkeit, geschriebene Texte zu verstehen, zu nutzen und über sie reflektieren zu können.
- Schreibkompetenz: Fähigkeit, seine Gedanken mit Hilfe des Mediums Schrift zu formulieren und sich so anderen mitzuteilen.